# Jezerski Stog
Jezerski Stog je 2.040 m visoka gora v vzhodnem delu Julijskih Alp. Nahaja se znotraj Triglavskega narodnega parka. Kopast vrh skupaj z grebenom, ki se pričenja na planini Krstenici, s katero je povezan preko še gozdnatega 1.879 m visokega Krsteniškega Stoga, in se nadaljuje preko Jezerskega prevala na Prevalski Stog (2.075 m) in Škednjovec (2.309 m), predstavlja naravno mejo, ki ločuje južno ležeče Fužinske planine od osrednjega Triglavskega pogorja.

## Izhodišča
- Stara Fužina, Bohinj
  - Planina Blato,
  - Planinska koča na Vojah,
- Rudno polje, Pokljuka,
  - Vodnikov dom na Velem polju,

Vrh je najlažje dostopen po neoznačeni stezi z zahodno ležečega Jezerskega prevala (1.945 m, 30 min), do koder se pride iz Bohinja preko planine Krstenice ali V Lazu mimo planine Jezerce (južni pristop) oziroma s Pokljuke mimo Velega polja in planine Pod Mišelj vrhom (severni pristop).
V jugovzhodni steni Jezerskega Stoga se nahaja več plezalnih smeri v dolžini 70 do 150 m III-IV+ težavnostne stopnje.